# Mířkov
Mířkov är en ort i Tjeckien.   Den ligger i regionen Plzeň, i den västra delen av landet, 120 km sydväst om huvudstaden Prag. Mířkov ligger 462 meter över havet och antalet invånare är 327.
Terrängen runt Mířkov är platt.Runt Mířkov är det ganska tätbefolkat, med 67 invånare per kvadratkilometer. Närmaste större samhälle är Horšovský Týn, 8,0 km sydost om Mířkov. Trakten runt Mířkov består till största delen av jordbruksmark.